# Jaromír Kopecký
Jaromír Kopecký (* 11. Mai 1899 in Prag; † 6. Mai 1977 ebenda) war ein Journalist und Diplomat der Tschechoslowakei.

## Leben
Jaromír Kopecký arbeitete als Balkankorrespondent und Auslandredaktor der Zeitung České slovo (Verlag Melantrich) in Bukarest und Belgrad. Im Februar 1935 trat er in den diplomatischen Dienst ein und war bei der Regierungen in Rumänien und Jugoslawien akkreditiert.
1938 wurde er beim Völkerbund in Genf als Vertreter der Regierung von Edvard Beneš für die Tschechoslowakei akkreditiert.
Als Beneš in London die tschechoslowakische Exilregierung proklamierte, verstand sich Kopecký als dessen Vertreter.
Kopecký berichtete über die innenpolitische Entwicklung in der Schweiz. Am 11. Dezember 1941 war er vom Foreign and Commonwealth Office dazu aufgefordert worden, Listen von tschechischen Staatsbürgern in der Schweiz, die mit Visa in den Machtbereich der Alliierten gebracht werden können, nach militärischen und politischen Aspekten hierarchisiert zu erstellen. Hier war er im Mai 1944 auch an der Weitergabe der sogenannten Auschwitz-Protokolle beteiligt. Zwischen März 1945 und Juni 1946 war er Botschafter in Bern.
Nach der kommunistischen Machtübernahme im Februar 1948 wurde er 1949 beim Versuch, ins Ausland zu flüchten, verhaftet und bis 1960 inhaftiert.

## Veröffentlichungen
- Ženeva: politické paměti 1939–1945, Praha : Historický ústav Akademie věd České republiky, 1999
- Paměti diplomata (Erinnerungen eines Diplomaten), Praha : Torst, 2004